# Qacha's Nek
Qacha's Nek   este un oraș  în  partea de sud-est a  statului Lesotho. Este reședința districtului  Qacha's Nek.